# Izotiocyjaniany
Izotiocyjaniany (ITC) – sole lub estry kwasu izotiocyjanowego będące tautomerami rodanków (tiocyjanianów), a także analogami siarkowymi izocyjanianów. Zawierają jednowartościowy anion [N=C=S]−
 i należą do grupy pseudohalogenków. Niektóre z nich są wykorzystywane przy sekwencjonowaniu białek metodą degradacji Edmana.
Część estrów izotiocyjanianowych powstaje naturalnie podczas hydrolizy glukozynolanów występujących w niektórych roślinach, głównie w warzywach krzyżowych, np. kiełkach brukselki, kapuście, brokułach, jarmużu, wasabi i rzeżusze. Niektóre z tych związków wykazują działanie antykancerogenne.